# Monochamus irrorator
Monochamus irrorator es una especie de escarabajo longicornio del género Monochamus, familia Cerambycidae. Fue descrita científicamente por Chevrolat en 1855.
Esta especie se encuentra en República Popular del Congo, Nigeria, República Democrática del Congo, Costa de Marfil, República Centroafricana, Camerún, Gabón y Guinea Ecuatorial.

## Subespecies
- Monochamus irrorator cineraceus (Jordan, 1894)
- Monochamus irrorator irrorator (Chevrolat, 1855)